# Kölner Platz (München)
Der Kölner Platz, 1906 benannt nach der Stadt Köln, ist ein Platz im Münchner Stadtteil Schwabing, im Stadtbezirk Schwabing-West. Der Kölner Platz liegt an der Parzivalstraße an der Einmündung der Bonner Straße.
Das bekannteste Gebäude am Kölner Platz ist das Klinikum Schwabing (Kölner Platz 1). Zudem befinden sich am Kölner Platz die katholische Anstaltskirche Heilig Kreuz, eine Trinkwasser-Brunnengrotte im Jugendstil von Maximilian Schachner (1911) und ein großer Kinderspielplatz.
Für das damals weit außerhalb des Stadtzentrums liegende neue Krankenhaus wurde die Straßenbahn als Anbindung des Platzes an die Innenstadt bereits in die Planungen mit einbezogen. So konnte am 1. Februar 1910 eine neue Verbindung von der Bandstraße über die Leopoldstraße zur Parzivalstraße mit der Endhaltestelle vor dem Krankenhaus am neu gebauten Kölner Platz ihren Betrieb aufnehmen, nur einen Monat nach der Eröffnung der ersten Gebäudeabschnitte des Schwabinger Krankenhauses im Januar 1910. Die Trambahnanbindung an die Klinik am Kölner Platz wurde mit unterschiedlichen Linien bis zum 22. November 1975 aufrechterhalten. Seither endeten oder starteten die Straßenbahnen am Scheidplatz. Die Gleise durch die Parzivalstraße waren nach langjährigen Beschwerden einiger Anwohner über den dabei entstehenden Lärm nicht frei befahrbar. Von 1975 bis 2025 dienten diese ausschließlich zur Bereitstellung der Triebwagen für den Linienbetrieb zwischen der Münchner Freiheit und Schwabing Nord. Bei Aus- und Einrückfahrten der Trambahnlinie 23 zurück zur Einsteinstraße wurden auch Fahrgäste bedient. Seit 2025 wird die Haltestelle am Kölner Platz wieder regelmäßig im Personenverkehr bedient, dafür wurde die Linie 12 vom Scheidplatz bis Schwabing Nord verlängert.
Der Platz ist mit dem öffentlichen Nahverkehr an der gleichnamigen Haltestelle außerdem durch die Buslinien 140, 141, 142 und N41 sowie die U-Bahnlinien U2 und U3 über den U-Bahnhof Scheidplatz, verbunden mit einem kurzen Fußweg, erreichbar und des Weiteren mit vielen Parkplätzen für die Kraftfahrzeuge der Klinikbesucher sowie einem größeren Taxistandplatz versehen. 

## Gestaltung
Der Platz bildet mit seiner schlanken und langgezogenen Rechteckform viel Raum für die Natur. So sind entlang der Parzivalstraße und in der ersten Wiese neben dem Taxistand Linden gepflanzt. Des Weiteren finden sich Ahorn und Kirschbäume. Der Parkplatz wird eingerahmt von kleineren Sträuchern und anderen Laubbäumen. Hinter dem Parkplatz ist auch das eingezäunte Areal des Spielplatzes mit Bäumen und der Spielplatz selbst mit viel Grün geschmückt. Im Spielplatz finden sich große Natursteine, die in Gruppen oder einzeln in der Wiese verteilt liegen. Als Besonderheit bietet dieser Spielplatz einen Pumpbrunnen zum Spielen. Der Straßenbelag ist fast völlig aus Natursteinquadern hergestellt. Das betrifft den Parkplatz, den Taxistand, den Ausläufer der Bonner Straße, die Hörwarthstraße beginnend beim Taxistand und die Verbindung von der Düsseldorfer Straße zum Kölner Platz. Der kurze Abschnitt von der Kreuzung Hörwarthstraße / Bonner Straße zur Kreuzung mit der Parzivalstraße ist bereits asphaltiert.
Im Bereich zwischen der Haltestelle und der Ampelkreuzung wird der Straßenverlauf auf der Parzivalstraße von den Trambahngleisen durch ein Bordsteinsystem getrennt. Dieser Gleisbereich darf hier nur von den Linienbussen und den Trambahnen durchfahren werden.

## Bebauung
1981 wurde das zum Schwabinger Krankenhaus linker Hand beim Haupteingang gehörige kleine Gebäude, in dem sich vormals eine Bedürfnisanstalt befand, in ein Ladengeschäft mit Schaufenstern umgebaut. Im Jahr 1982 wurde darin ein kleiner Blumenladen eröffnet. Der Laden mit der Anschrift Kölner Platz 1a hatte im Jahr 2017 sein 35. Jubiläum. Das Gebäude gehört zu einer größeren Anzahl öffentlicher Bedürfnisanstalten, die Richard Schachner zur Verbesserung der Infrastruktur plante, und die seit dem Jahr 1906 im ganzen Stadtgebiet errichtet wurden.

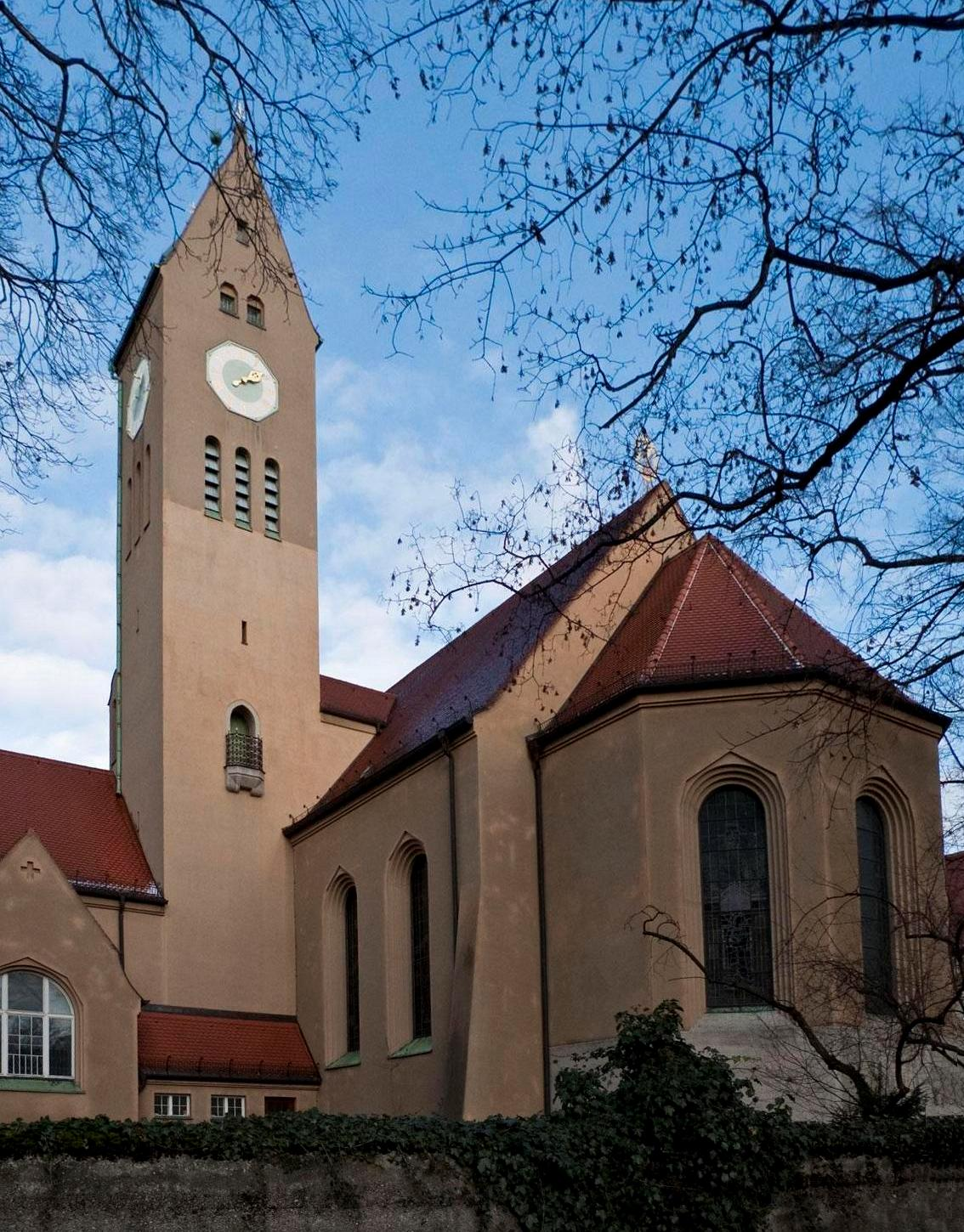
Katholische Kirche Heilig Kreuz am Kölner Platz
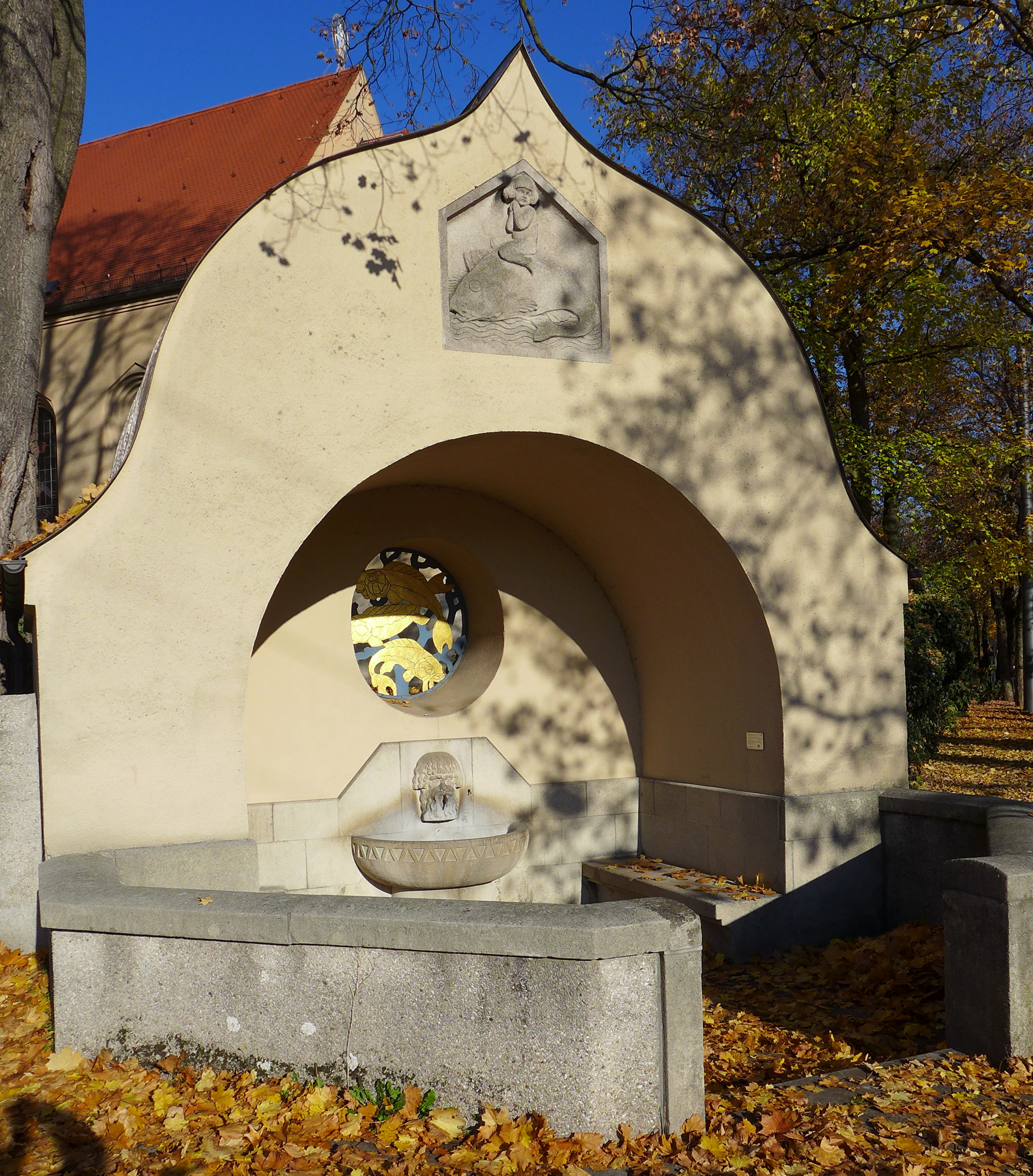
Jugendstil Brunnengrotte von Schachner (1911)